# Fredrika Bremer
Fredrika Bremer (ur. 17 sierpnia 1801 w Turku, zm. 31 grudnia 1865 w Haninge) – szwedzka pisarka i feministka.

## Działalność literacka i feministyczna
W 1828 roku zadebiutowała jako anonimowa pisarka, serią opowiadań opublikowanych do 1831 roku, po których wkrótce nastąpiły kolejne. Jej opowiadania były historiami koncentrującymi się na losach kobiet na rynku matrymonialnym: albo atrakcyjnych i powierzchownych, albo nieatrakcyjnych i pozbawionych szans na małżeństwo. Narratorką opowiadań często była niezależna kobieta. Bremer chciała nowego rodzaju życia rodzinnego, takiego, które nie koncentrowałoby się wyłącznie na męskich członkach rodziny, takiego, w którym kobiety miałyby przestrzeń na rozwój swoich uzdolnień i osobowości.
Do lat 40. XIX wieku, była uznaną postacią życia kulturalnego Szwecji, a jej twórczość była tłumaczona na wiele języków obcych. Pod względem przekonań politycznych była liberałką, która sympatyzowała z ruchem robotniczym i uznawała kwestie socjalne za ważne. W 1854, razem z Marią Cederschiöld, Betty Ehrenborg, Emilią Elmblad, Mathildą Foy, założyła Stowarzyszenia Kobiet na rzecz Więźniarek (Fruntimmersällskapet för fångars förbättring), którego celem było odwiedzanie więźniarek by zapewnić im wsparcie moralne i pozytywny rozwój osobowości poprzez studia religijne.
Jej powieść Hertha jest uznawana za jej najbardziej wpływowe dzieło. Jest to powieść dotykająca kwestii braku wolności i praw kobiet. Jej pokłosiem była debata w szwedzkim parlamencie, tzw. debata Herthy, która przyczyniła się w 1858 roku do uchwalenia nowego prawa uwłasnowalniającego niezamężne kobiety w Szwecji. Ono z kolei stało się punktem wyjścia do dalszej działalności ruchu feministycznego w Szwecji. Hertha zapoczątkowała również debatę o uprawnieniu kobiet do studiowania na uczelniach wyższych. W roku 1861 państwo założyło Uniwersytet dla nauczycielek (Högre lärarinneseminariet). Fredrika Bremer zainspirowała także działalność Sophie Adlersparre, która m.in. założyła Stowarzyszenie Frederiki Bremer (Fredrika Bremer-Förbundet) w 1884 roku. 

## Dzieła
- Fader och Dotter (1858) (dt. Vater und Tochter, 1859)
- Familijen H (1830/31) (dt. Die Familie H. Skizze aus dem Alltagsleben, 1857)
- Grannarne (1837) (dt. Die Nachbarn, 1875-1879)
- Hemmen i den nya världen (1853/54) (dt. Durch Nordamerika und Kuba. Reise-Tagebücher in Briefen 1849-1851; hrsg. v. Detlef Brennecke)
- Hemmet (1839) (dt. Das Haus, oder Familiensorgen und Familienfreuden, 1843)
- Hertha (1856) (dt. Hertha oder Geschichte einer Seele. Skizze aus dem wirklichen Leben, 1857)
- Livfet i gamla verlden (1860/62) (dt. Leben in der alten Welt. Tagebuch während eines vierjährigen Aufenthalts im Süden und im Orient, 1861/63)
- Nina (1835)
- Presidentens döttrar (1834) (dt. Die Töchter des Präsidenten. Erzählung einer Gouvernante, 1862)
- Teckningar utur hvardagslifvet (1828) (dt. Skizzen aus dem Alltagsleben. Nina, 1869)